# مايك ريدموند
مايك ريدموند (بالإنجليزية: Mike Redmond)‏ هو لاعب كرة قاعدة أمريكي، ولد في 5 مايو 1971 في سياتل في الولايات المتحدة.

## وصلات خارجية
- مايك ريدموند على موقع دوري كرة القاعدة الرئيسي (الإنجليزية)
- مايك ريدموند على موقعبيزبول رفرنس.كوم (الدوري الرئيسي) (الإنجليزية)
- مايك ريدموند على موقعبيزبول رفرنس.كوم (الدوري الثانوي) (الإنجليزية)
- مايك ريدموند على موقع إي إس بي إن.كوم (أم.أل.بي) (الإنجليزية)
- مايك ريدموند على موقع مشجعي الرسوم البيانية (الإنجليزية)